# Associació de Veïns de Torre Baró
Associació de Veïns de Torre Baró és una associació veïnal que agrupa els habitants del barri de Torre Baró, al districte de Nou Barris de Barcelona. El 2002 va rebre la Medalla d'Honor de Barcelona.